# Слободна жена (албум)
Слободна жена је четрнаести студијски албум српске фолк певачице Наде Топчагић, издат 1996. године за ПГП РТС. Продуцент је био Новица Николић Патало, а пратеће вокале певала је Верица Шерифовић. Песма Славски колач била је велики хит, а на албуму се налази и дует Ако си ти нормалан са Нином Решићем.

## Списак песама
| №   | Назив                   | Текст                     | Музика                     | Трајање |  |
| 1.  | Слободна жена           | Новица Урошевић           | Новица Урошевић            |         |  |
| 2.  | Ако си ти нормалан      | Милан Матејић             | Милан Матејић              |         |  |
| 3.  | Један човек             | Славко Покрајац           | Ненад Николић Патало       |         |  |
| 4.  | Љута ракија             | Иван Максимовић (музичар) | Петар Максимовић (музичар) |         |  |
| 5.  | Славски колач           | Милан Матејић             | Ненад Патало               |         |  |
| 6.  | Лагао си ме             | Драшко Савић              | Драшко Савић               |         |  |
| 7.  | Пожури љубави           | Предраг Вуковић Вукас     | Предраг Вуковић Вукас      |         |  |
| 8.  | Недодирљива             | Новица Урошевић           | Новица Урошевић            |         |  |
| 9.  | Неко воли јабуке и вино | Милан Матејић             | Ратко Јовановић            |         |  |
| 10. | То, то, то је то        | Милан Матејић             | Милан Матејић              |         |  |